# Уряд Ірану
Уряд Ірану — вищий орган виконавчої влади Ірану.

## Голова уряду
- Президент — Гасан Ферейдун Рухані (англ. Hasan Fereidun Ruhani).
- Перший віце-президент — Есхак Джахангірі (англ. Eshaq Jahangiri).
- Виконавчий віце-президент — Мохаммад Шаріат-Мадарі (англ. Mohammad Shariat-Madari).
- Віце-президент у справах юриспруденції — Маджид Ансарі (англ. Majid Ansari).
- Віце-президент у парламентських справах — Хосейн Алі Амірі (англ. Hosein Ali Amiri).
- Віце-президент у справах науки і технології — Сорена Сатарі-Хавас (англ. Sorena Satari-Khavas).
- Віце-президент у справах жінок і сім'ї — Шахіндохт Молаверді (англ. Shahindokht Molaverdi).
- Віце-президент і голова Організації Ірану з атомної енергетики — Алі Акбар Салехі (англ. Ali Akbar Salehi).
- Віце-президент і голова Організації Ірану з культурної спадщини, ремесел і туризму — Масуд Солтаніфар (англ. Masud Soltanifar).
- Віце-президент і голова Організації Ірану із захисту природи — Масумех Ебтекар (англ. Masumeh Ebtekar).
- Віце-президент і голова Фонду Ірану у справах ветеранів і жертв війни — Мохаммад Алі Шахіді (англ. Mohammad Ali Shahidi).
- Секретар Кабінету міністрів Ірану — Мохсен Хаджі-Мірзаіє (англ. Mohsen Haji-Mirzaie).
- Голова Адміністрації президента Ірану — Мохаммад Нахавандіан (англ. Mohammad Nahavandian).
- Голова Організації управління і планування — Мохаммад Бакір Нобахт (англ. Mohammad Baqer Nobakht).

## Кабінет міністрів
Склад чинного уряду подано станом на 8 серпня 2016 року.
| Логотип | Міністерство                                                | Міністр                                                       | Фото | Час на посаді | Час на посаді | Партія | Партія | Вебсайт |
| ------- | ----------------------------------------------------------- | ------------------------------------------------------------- | ---- | ------------- | ------------- | ------ | ------ | ------- |
|         | Міністерство внутрішніх справ                               | Абдолреза Рахмані-Фазлі (Abdolreza Rahmani-Fazli)             |      |               |               |        |        |         |
|         | Міністерство економіки і фінансів                           | Алі Таєб-Ніа (Ali Tayeb-Nia)                                  |      |               |               |        |        |         |
|         | Міністерство енергетики                                     | Гамід Читчіан (Hamid Chitchian)                               |      |               |               |        |        |         |
|         | Міністерство зв'язку та інформаційних технологій            | Махмуд Вазі-Джазаї (Mahmud Vaezi-Jazai)                       |      |               |               |        |        |         |
|         | Міністерство закордонних справ                              | Мохаммад Джавад Заріф-Хонсарі (Mohammad Javad Zarif-Khonsari) |      |               |               |        |        |         |
|         | Міністерство культури та ісламу                             | Алі Джанаті (Ali Janati)                                      |      |               |               |        |        |         |
|         | Міністерство науки, досліджень і технологій                 | Мохаммад Фархаді (Mohammad Farhadi)                           |      |               |               |        |        |         |
|         | Міністерство нафти                                          | Біджан Намдар-Занганех (Bijan Namdar-Zanganeh)                |      |               |               |        |        |         |
|         | Міністерство оборони та військової логістики                | Хосейн Дехкан (Hosein Dehqan)                                 |      |               |               |        |        |         |
|         | Міністерство освіти                                         | Алі Аскар Фані (Ali Asqar Fani)                               |      |               |               |        |        |         |
|         | Міністерство охорони здоров'я, лікування та медичної освіти | Гасан Казізадех-Хашемі (Hasan Qazizadeh-Hashemi)              |      |               |               |        |        |         |
|         | Міністерство праці, кооперації та соціального забезпечення  | Алі Алі Рабіеї (Ali Rabiei)                                   |      |               |               |        |        |         |
|         | Міністерство промисловості, гірництва і торгівлі            | Мохаммад Реза Нематзадех (Mohammad Reza Nematzadeh)           |      |               |               |        |        |         |
|         | Міністерство розвідки та безпеки                            | Махмуд Алаві-Табар (Mahmud Alavi-Tabar)                       |      |               |               |        |        |         |
|         | Міністерство спорту і молоді                                | Махмуд Гударзі (Mahmud Gudarzi)                               |      |               |               |        |        |         |
|         | Міністерство сільського господарства                        | Джихад Мохаммад Ходжаті (Jihad Mohammad Hojjati)              |      |               |               |        |        |         |
|         | Міністерство шляхів і міського розвитку                     | Аббас Ахмад Ахунді (Abbas Ahmad Akhundi)                      |      |               |               |        |        |         |
|         | Міністерство юстиції                                        | Мостафа Пур-Мохаммаді (Mostafa Pur-Mohammadi)                 |      |               |               |        |        |         |